# ويليام براند
ويليام براند (بالإنجليزية: William Brand)‏ هو سياسي أسترالي، ولد في 22 أغسطس 1888 في تشايلدرز في أستراليا، وتوفي بنفس المكان في 26 أكتوبر 1979. حزبياً، نشط في الحزب الوطني الأسترالي. وقد انتخب عضو مجلس النواب الأسترالي عن دائرة Division of Wide Bay ‏ (29 مايو 1954 – 14 أكتوبر 1958) وانتخب عضو المجلس التشريعي ولاية كوينزلاند.